# Dienstleistungsmarketing
Mit Dienstleistungsmarketing (engl. Services Marketing oder Marketing of Services) bezeichnet man in der Betriebswirtschaftslehre einen beziehungs- und wertorientierten Ansatz des Marketings, der sich mit der Marketingproblematik von Dienstleistern beschäftigt.
Strukturell hat das Marketing von Dienstleistern viele Gemeinsamkeiten mit dem Marketing von Sachgutherstellern. Inhaltlich gibt es jedoch zahlreiche Unterschiede, da Dienstleistungen einen charakteristischen Wesensunterschied zu Sachgütern aufweisen (siehe Abschnitt „Besonderheiten“). „Dienstleistungsmarketing“ bezeichnet daher nicht das gesamte Marketing von Dienstleistern, sondern nur diejenigen Aspekte, in denen sich deren Marketing von dem der Sachguthersteller unterscheidet.
Begriffsunterscheidung: Service-Marketing

## Besonderheiten

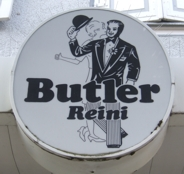
Außenwerbung einer Wäschereinigung (1950er Jahre): Der Butler als Inbegriff des „dienstbaren Geistes“

Zur Bedeutung der Rollenbegriffe: siehe Dienstleistung (Prozessmodell).
Eine Dienstleistung – im Folgenden kurz „Dienst“ genannt – unterscheidet sich von einem Sachgut grundsätzlich in folgendem Punkt:
Ein Dienst ist ein immaterielles Gut; der Konsument erhält daher kein physisches Produkt.
Dieser Unterschied hat gravierende Auswirkungen auf das Marketing, d. h. die Gestaltung der Marktbeziehungen von Dienstleistern:
- Ein Dienst als solcher ist nicht lagerbar. Er kann daher nicht auf Vorrat produziert werden (Beispiel: Theateraufführung, Personenbeförderung).[3]
- Daraus folgt: Bietet ein Dienstleister einen Dienst an, kann er, da der Dienst noch erbracht werden muss, zunächst nur ein Leistungs-Versprechen abgeben. Um gegenüber einem Interessenten seine Kompetenz dennoch glaubhaft zu machen, kann der Dienstleister ersatzweise (d. h. in einer Art Indizienbeweis) zum Beispiel
  - seriös auftreten und kommunizieren,
  - erläutern, wie er den in Aussicht gestellten Auftrag zu lösen beabsichtigt,
  - auf das Alter des Unternehmens verweisen,[4]
  - auf besonders treue Kunden verweisen,[5]
  - prominente Kunden benennen (sog. Namedropping),
  - auf die Größe des Kundenstamms verweisen,
  - auf den wirtschaftlichen Erfolg des Unternehmens in den letzten Jahren verweisen,
  - dem Interessenten Kompetenzprofile von Mitarbeitern zukommen lassen, die sich für die Ausführung des in Aussicht gestellten Auftrags eignen,
  - das interne Qualitätsmanagement beschreiben,
  - die Geschäftsausstattung präsentieren,
  - eine Probe seines Könnens ablegen,
  - den Interessenten bei der Ausführung eines vergleichbaren Auftrags zusehen lassen,[6]
  - dem Interessenten ein Video vorführen, das den Dienstleister bei der Ausführung eines vergleichbaren Auftrags zeigt,
  - dem Interessenten Fotos zeigen, die den Ausgangs- und Endzustand eines vergleichbaren Auftrags darstellen, den der Dienstleister ausgeführt hat,
  - Details früherer Aufträge schildern, die einen Einblick in die Breite und Tiefe der Erfahrung des Dienstleisters geben,
  - von früheren, erfolgreich durchgeführten Aufträgen berichten, die dem in Aussicht gestellten Auftrag ähneln,
  - auf einen eventuellen Wirtschaftspreis verweisen, mit dem der Dienstleister für besondere Bemühungen um Qualität, Innovation und Umweltschutz ausgezeichnet wurde, oder
  - auf nachprüfbare, positive Referenzen vertrauenswürdiger Personen oder Institutionen verweisen (Referenzmarketing).[7]

Gelingt es dem Dienstleister, sein Leistungsangebot bei den relevanten Zielgruppen als Marke zu etablieren (siehe Markenführung), braucht er seine Kompetenz nicht mehr jedem Interessenten neu glaubhaft zu machen. Vielmehr macht das Markenvertrauen, das sich aus der Bekanntheit und dem Image der Marke speist, einen Gutteil dieser Überzeugungsarbeit entbehrlich. Mit anderen Worten: Die Marke verschafft dem Dienstleister einen allgemeinen Vertrauensvorschuss, der in mehr oder weniger jedem Einzelfall zum Tragen kommt.
- Ein Dienst als solcher ist nicht transportierbar. Entweder muss der Dienstkonsument bzw. das „Objekt“, an dem der Dienst vollzogen werden soll, den Erbringer des Dienstes aufsuchen, oder der Erbringer des Dienstes muss sich selbst zum Dienstkonsumenten bzw. zum „Objekt“, an dem der Dienst erbracht werden soll, begeben.[8]
- Ein erbrachter Dienst kann nicht zurückgegeben, sondern – wenn überhaupt – nur rückgängig gemacht werden (z. B. Stornierung einer Bankbuchung). Letzteres bedeutet die Erbringung eines weiteren Dienstes.
- Für die Erbringung vieler Dienste ist die Anwesenheit des Dienstkonsumenten zwingend erforderlich. Die Erbringung (= Leistung) des Dienstes durch den Dienstleister und die Inanspruchnahme (= Konsum) durch den Dienstkonsumenten fallen dann zeitlich und räumlich zusammen (Beispiel: Arztbehandlung).[9] – Bei anderen Diensten ist die Anwesenheit des Dienstkonsumenten bei der Diensterbringung dagegen nicht erforderlich. Oft wird das Ergebnis der Diensterbringung vom Konsumenten erst zeitversetzt in Anspruch genommen (Beispiel: Bügeln von Kleidungsstücken).
- Für die Erbringung eines Dienstes ist oft ein Input (z. B. eine Mitwirkung, eine Beistellung) des Dienstkonsumenten erforderlich. (Beispiel: Bei einer Verbraucherberatung muss der Klient dem Berater den zu beurteilenden Sachverhalt schildern.)
- Die Qualität eines Dienstes (sog. Dienstleistungsqualität) muss mit anderen Verfahren und Kriterien beurteilt werden als die Qualität eines Sachguts (sog. Produktqualität). Bei einem Dienst spielen nicht-materielle Aspekte (z. B. Pünktlichkeit, Freundlichkeit), bei einem Sachgut dagegen materielle und funktionelle Aspekte (z. B. Haltbarkeit, Ergonomie) eine größere Rolle.[10]
- Bei der Erbringung eines Dienstes hat der Dienstleister oft persönlich mit dem Dienstkonsumenten zu tun. Im Hinblick auf die Dienstleistungsqualität stellt dies besondere Anforderungen

- an das Aussehen, das Erscheinungsbild, das Auftreten und das Verhalten des Diensterbringers sowie
- an die Einrichtung, die Ausstattung, Erscheinungsbild und das Ambiente der Umgebung der Diensterbringung (sog. „Servicescape“).

- Je komplexer ein Dienst ist und je weniger er sich in einfachere Teildienste (oder Dienstbeiträge) zerlegen lässt,

- desto mehr hängt das Gelingen des Dienstes von der Kompetenz des Diensterbringers ab und
- umso weniger lässt sich durch eine Steigerung des personellen Ressourceneinsatzes (Manpower) ein Gewinnwachstum erzielen, da jede weitere Ressourceneinheit ineffizienter arbeitet als die vorherige (Problem der degressiven Skalierbarkeit).

## Marketing-Mix
Aufgrund dieser Problematik wird der Marketing-Mix um drei Punkte erweitert: die Prozesse, die Personen und den physischen Beweis.
- Prozesse: Beschreibt alle Prozesse, die zur Erstellung der Dienstleistung nötig sind, um die Kundenzufriedenheit sicherzustellen.
- Personen: Jede Person, die mit dem Kunden in Kontakt kommt, hat Einfluss auf dessen Zufriedenheit mit der Leistung. Insbesondere das Auftreten und die (Fach-)Kompetenz sind in diesem Zusammenhang von entscheidender Bedeutung, da der Kunde häufig die eigentliche Dienstleistung nicht von den Personen trennt oder trennen kann.
- Physischer Beweis: Weil die Dienstleistung nicht physisch greifbar ist, fehlen dem Kunden wichtige Kriterien zur Beurteilung der Qualität. Ersatzweise kann der Dienstleister versuchen, über geeignete Maßnahmen einen physischen Bezug herzustellen. Beispielsweise überreichen Versicherungsgesellschaften die Versicherungspolicen häufig in verhältnismäßig aufwändig gestalteten Aktenordnern oder Reiseveranstalter händigen bedruckte T-Shirts an Touristen aus.

## Kundenzufriedenheit und -vertrauen
Die nachhaltige Qualität der Dienstleistung hängt von den Prozessen und den beteiligten Personen ab. Daher ist die Bildung von Zufriedenheit und Vertrauen von großer Wichtigkeit. Die Grundlage hierfür stellen geeignete Schulung des Personals und häufig auch die Schaffung einer aussagekräftigen Corporate Identity (Unternehmensidentität) dar.
Dies gilt in besonderem Maße für diejenigen Dienstleister, die aufgrund ihrer Tätigkeit unter Umständen sehr weitreichende Kenntnisse über die finanziellen und persönlichen Zusammenhänge des Kunden verfügen, wie beispielsweise Rechtsanwälte, Steuerberater, Versicherungen und Banken. Dabei lohnt es sich für die Unternehmen mit den Kunden eine längerfristige Kundenbeziehung einzugehen (Beziehungsmarketing).
Das Vertrauen des Kunden in den Anbieter ist hier häufig schwerer zu erwerben als in Branchen mit tendenziell kurzfristigen Kundenbeziehungen (z. B. Tourismus), insbesondere, da die Transaktionskosten bei einem Wechsel zu einem anderen Anbieter höher sind und Fehler in der Geschäftsbeziehung für den Kunden schwerwiegende Probleme nach sich ziehen können.
Umgekehrt können Fehler in den Marketingmaßnahmen hier zu nachhaltigen Störungen des Kundenvertrauens führen und die Ertragssituation langfristig belasten. Beispielsweise führte die Trennung des Privatkundenbereichs der Deutschen Bank in Deutsche Bank für die vermögende Privatkundschaft (Individualkunde) und Deutsche Bank 24 als Onlinebank für die weniger vermögenden Kunden zu Irritationen bei denjenigen Kunden, die nicht die Hürde zum Individualkunden schaffte, da dieser Zusammenhang – unter anderem erkennbar auf Kredit- oder Geldkarte – auch Dritten bekannt wurde. Aus Sorge vor dem Verlust dieser Kunden stellte die Bank dieses Projekt kurzfristig wieder ein und verwendet die Marke Deutsche Bank 24 nicht mehr.

## Vertriebskanäle
- Telefonbuch und Gelbe Seiten
- Internet
- persönliche Empfehlungen
- Dienstleistungsagentur
- Auftragsauktion